# Mecaderochondria
Mecaderochondria is een geslacht van eenoogkreeftjes uit de familie van de Chondracanthidae. De wetenschappelijke naam van het geslacht is voor het eerst geldig gepubliceerd in 1987 door Ho & Dojiri.

## Soorten
- Mecaderochondria pilgrimi Ho & Dojiri, 1987